# Фельдкірхен (Верхня Баварія)
Фельдкірхен (нім. Feldkirchen) — громада в Німеччині, розташована в землі Баварія. Підпорядковується адміністративному округу Верхня Баварія. Входить до складу району Мюнхен.
Площа — 6,41 км2. Населення становить 7546 ос. (станом на 31 грудня 2020).